# Saint-Laurent-de-Terregatte
Saint-Laurent-de-Terregatte település Franciaországban, Manche megyében. Lakosainak száma 645 fő (2022. január 1.). Saint-Laurent-de-Terregatte Saint-Georges-de-Reintembault, Ducey-Les Chéris, Hamelin, Isigny-le-Buat, Saint-Aubin-de-Terregatte és Saint-Hilaire-du-Harcouët községekkel határos.

## Népesség
A település népessége az elmúlt években az alábbi módon változott:
| Lakosok száma | 664  | 538  | 547  | 564  | 632  | 644  | 646  | 654  | 653  | 645  |
|               | 1968 | 1982 | 1990 | 2006 | 2013 | 2015 | 2017 | 2019 | 2020 | 2022 |